# مایک ترانا
مایک ترانا (انگلیسی: Mike Terrana؛ زادهٔ ۲۱ ژانویهٔ ۱۹۶۰) طبل‌زن اهل ایالات متحده آمریکا است. وی از سال ۱۹۷۸ میلادی تاکنون مشغول فعالیت بوده است.